# Emily VanCamp
Emily Irene VanCamp (Port Perry, 12 maggio 1986) è un'attrice canadese.
È conosciuta principalmente per ruoli ricoperti nelle serie televisive Everwood, Brothers & Sisters - Segreti di famiglia, Revenge e The Resident. Dal 2014 interpreta il ruolo di Sharon Carter nei film e serie televisive del Marvel Cinematic Universe. 

## Biografia
Nata a Port Perry, Ontario, è la terza di quattro figlie femmine. Ha studiato danza fin dall'età di tre anni e a dodici anni fu accettata all'École supérieure de ballet du Québec, il programma di allenamento de Les Grands Ballets Canadiens, e si trasferì lì da una famiglia franco-canadese.

### Primi ruoli
Nel 1998 si interessò alla recitazione, dopo aver visitato sua sorella Katie nel set del film Ladies Room. Quindi incominciò a frequentare corsi di recitazione il sabato, trovò un agente e, dopo aver lavorato per degli spot commerciali, entrò nel cast della serie tv horror canadese Hai paura del buio?. Il suo personaggio fu presentato in una scena senza dialogo. In questo telefilm recitò a fianco della diciassettenne Elisha Cuthbert.
In seguito, interpretò una teenager di nome Jackie Bouvier nel film nominato agli Emmy CBS TV, Jackie Bouvier Kennedy Onassis. L'anno seguente vide l'uscita del suo primo lungometraggio, il dramma lesbo L'altra metà dell'amore in cui recita un ruolo secondario come sorella di Jessica Parè, e un altro spot televisivo in un episodio della breve serie horror All Souls. Ebbe anche dei ruoli nella mini serie Dice e nel film Redeemer diretto da Graeme Clifford.
VanCamp ebbe la sua grande occasione a 15 anni quando fu lanciata come Sam Dolan nella stagione della serie Glory Days dallo stesso creatore della serie Dawson's Creek, Kevin Williamson. Ciò attirò l'attenzione dell'ex sceneggiatore di Dawson's Creek, Greg Berlanti, poiché la sua interpretazione gli ricordava quella di Katie Holmes. Egli la lanciò nella serie televisiva Everwood, dove la VanCamp interpretò il ruolo di Amy Abbott. La giovane attrice ha ottenuto un importante riconoscimento per il ruolo, in cui il suo personaggio si è confrontato con droghe, depressione e i litigi famigliari, ricevendo quattro nomination ai Teen Choice Awards e una agli Young Artist Awards nel corso dello show.
Durante Everwood recitò in altri film come No Good Deed - Inganni svelati, Codice Homer, Ringsberg, The Ring 2, Carriers - Contagio letale e Black Irish.

### Successo
Il secondo ruolo importante per la VanCamp fu all'età di 20 anni quando Berlanti la inserì nella serie TV Brothers & Sisters - Segreti di famiglia nella parte di Rebecca Harper. Entrò come guest star dalla prima stagione, per poi diventare un personaggio regolare dalla seconda alla quarta. Esce dal cast nel corso della quinta stagione. Nel 2010 recita nel film Norman, che le fece vincere il suo primo award al San Diego Film Festival e il Breckenridge Festival of Film. Infine, interpretò una parte anche nell'adattamento di Lew Wallace, Ben-Hur.
Dal 2011 al 2015 fu coinvolta nella parte di Emily Thorne/Amanda Clarke nella serie televisiva di successo Revenge. Questo ruolo le fece guadagnare due candidature consecutive nell'ambito dei Teen Choice Awards.
Nel marzo 2013 è stata scelta per interpretare il ruolo di Sharon Carter nel film Marvel Captain America: The Winter Soldier del 2014, ruolo che riprende anche in Captain America: Civil War del 2016 e nella miniserie televisiva The Falcon and the Winter Soldier del 2021. Nel 2017 è entrata nel cast di The Resident, nei panni dell'infermiera Nicolette Nevin. Nel 2021 decide di uscire dal cast, terminando il suo ruolo all'inizio della quinta stagione.

### Vita privata
Dal 2011 ha una relazione con l'attore inglese Joshua Bowman conosciuto sul set di Revenge. Il 15 dicembre 2018 si sposano, ; nel 2021 nasce la loro prima figlia, e nel 2024 VanCamp diventa madre per la seconda volta.

## Filmografia

### Cinema
- L'altra metà dell'amore (Lost and Delirious), regia di Léa Pool (2001)
- No Good Deed - Inganni svelati (The House on Turk Street), regia di Bob Rafelson (2002) - non accreditata
- Codice Homer (A Different Loyalty), regia di Marek Kanievska (2004)
- The Ring 2, regia di Hideo Nakata (2005)
- Rings, regia di Jonathan Liebesman - cortometraggio (2005)
- Black Irish, regia di Brad Gann (2007)
- Carriers - Contagio letale (Carriers), regia di David Pastor e Àlex Pastor (2009)
- Norman, regia di Jonathan Segal (2010)
- Captain America: The Winter Soldier, regia di Anthony e Joe Russo (2014)
- The Girl in the Book, regia di Marya Cohn (2015)
- Captain America: Civil War, regia di Anthony e Joe Russo (2016)
- Pays, regia di Chloé Robichaud (2016)
- Miranda's Victim, regia di Michelle Danner (2023)

### Televisione
- Hai paura del buio? (Are You Afraid of the Dark?) – serie TV, episodio 7x02 (2000)
- Jackie Bouvier Kennedy Onassis, regia di David Burton Morris – film TV (2000)
- Radio Active – serie TV, episodio 3x10 (2000)
- All Souls – serie TV, episodio 1x02 (2001)
- Dice, regia di Rachel Talalay – miniserie TV (2001)
- Redeemer, regia di Graeme Clifford – film TV (2002)
- Demon Town – serie TV, 9 episodi (2002)
- Everwood – serie TV, 87 episodi (2002-2006)
- Law & Order - Unità vittime speciali (Law & Order: Special Victims Unit) – serie TV, episodio 8x14 (2007)
- Brothers & Sisters - Segreti di famiglia (Brothers & Sisters) – serie TV, 75 episodi (2007-2010)
- Ben-Hur, regia di Steve Shill – miniserie TV (2010)
- Oltre la lavagna - La scuola della speranza (Beyond the Blackboard), regia di Jeff Bleckner – film TV (2011)
- Revenge – serie TV, 89 episodi (2011-2015)
- The Resident – serie TV, 75 episodi (2018-2022)
- The Falcon and the Winter Soldier – miniserie TV, 4 puntate (2021)

### Doppiatrice
- What If...? - serie animata (2021)

## Doppiatrici italiane
Nelle versioni in italiano dei suoi film, Emily VanCamp è stata doppiata da:
- Chiara Gioncardi in Captain America: The Winter Soldier, Captain America: Civil War, The Girl in the Book, The Falcon and the Winter Soldier
- Francesca Manicone in Everwood, The Ring 2,  Carriers - Contagio Letale
- Alessia Amendola in Brothers & Sisters - Segreti di famiglia, Revenge, The Resident
- Perla Liberatori ne L'altra metà dell'amore, Codice Homer
- Gea Riva in Oltre la lavagna - La scuola della speranza
- Domitilla D'Amico in Law & Order - Unità vittime speciali
- Sonia Mazza in Ben-Hur

Da doppiatrice è sostituita da:
- Chiara Gioncardi in What If...?